# Халкодонт
Халкодонт (грч. Χαλκώδων) је у грчкој митологији било име више личности.

## Митологија
- Био је један од Египтових синова, ожењен Данаидом Родијом. Име његове мајке није познато и једино што се зна је да је била из Арабије.[1]
- Син Абанта, краљ Халкидијанаца у Еубеји. Убио га је Амфитрион у бици против Тебе и његов гроб је приказиван у време Паусаније.[2] Био је Елефеноров отац.[3]
- Човек са Коса који је ранио Херакла током ноћне борбе. Теокрит га је звао Халкон.[2] Наиме, када је Хера изазвала страшну олују на мору, Хераклова лађа је доспела до острва Кос. Тамошњи становници, уверени да стижу пирати, почели су придошлице да гађају камењем. Због овог негостољубивог понашања, Херакле је освојио њихов град и убио њиховог краља Еурипила. У тој борби га је Халкодонт веома тешко ранио и Херакле је преживео само захваљујући Зевсовој помоћи.[4]
- Један од Хиподамијиних просилаца.[5]